# Dyckia fosteriana
Dyckia fosteriana är en gräsväxtart som beskrevs av Lyman Bradford Smith. Dyckia fosteriana ingår i släktet Dyckia och familjen Bromeliaceae.

## Underarter
Arten delas in i följande underarter:
- D. f. fosteriana
- D. f. robustior

## Bildgalleri

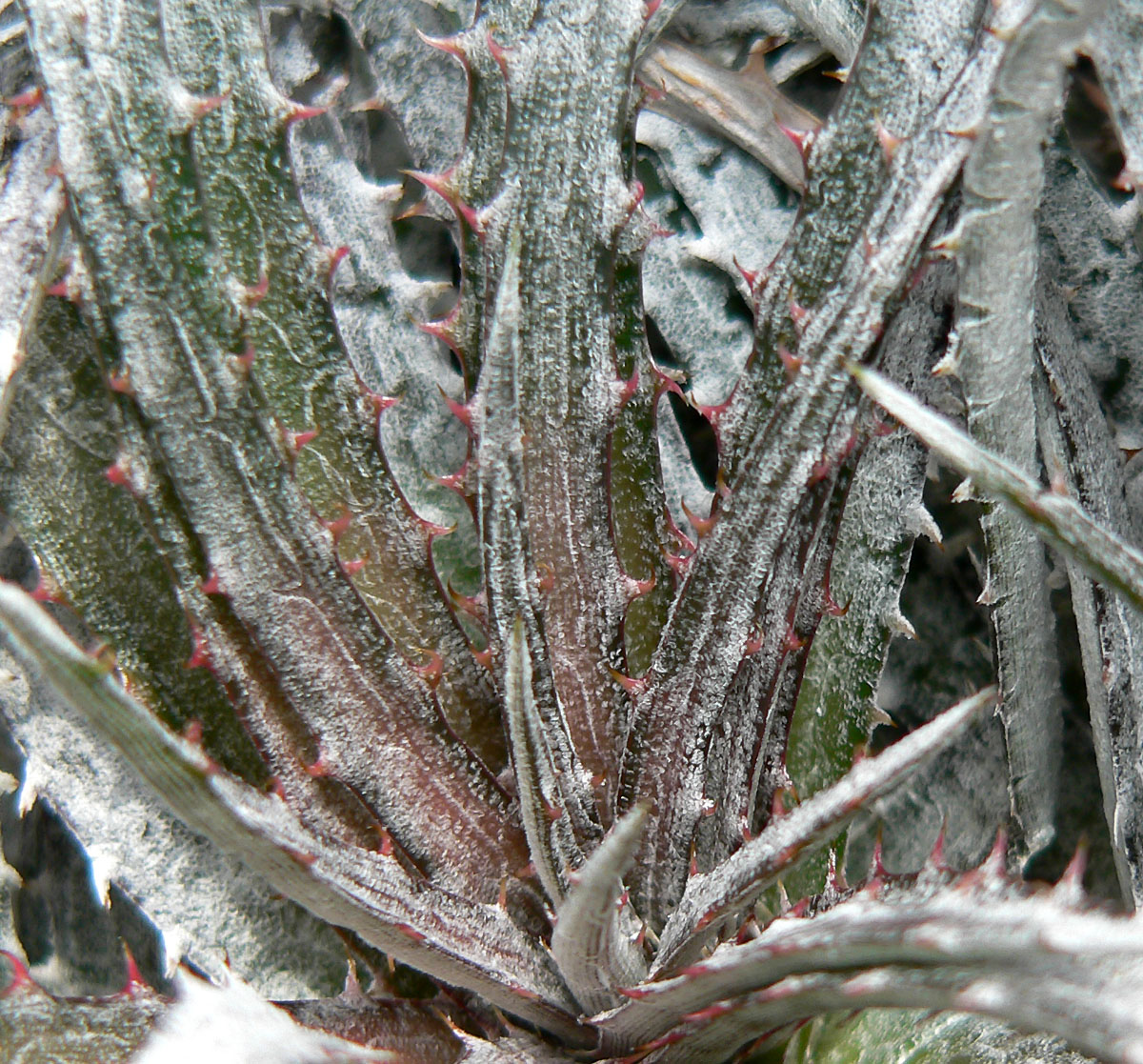
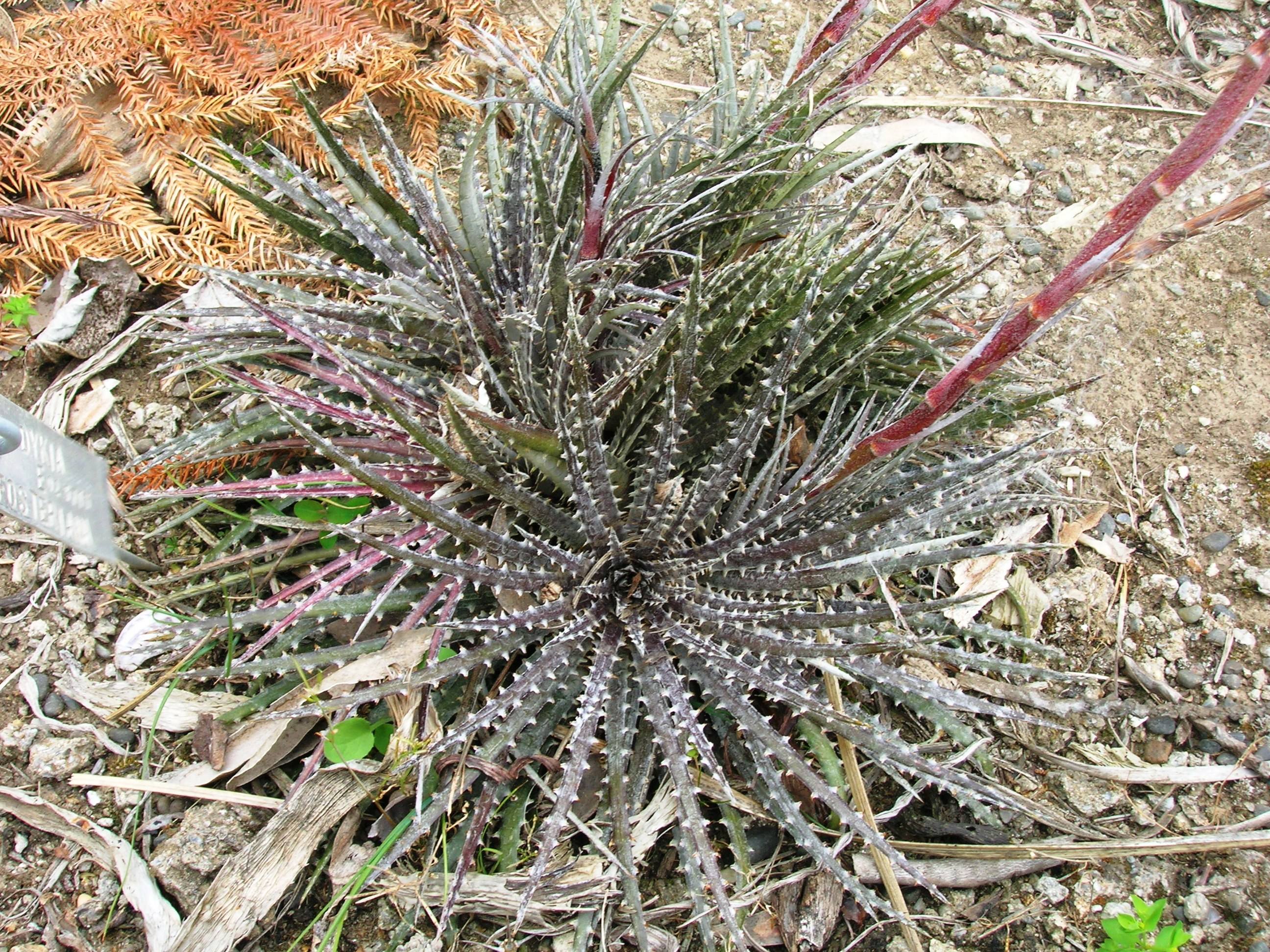
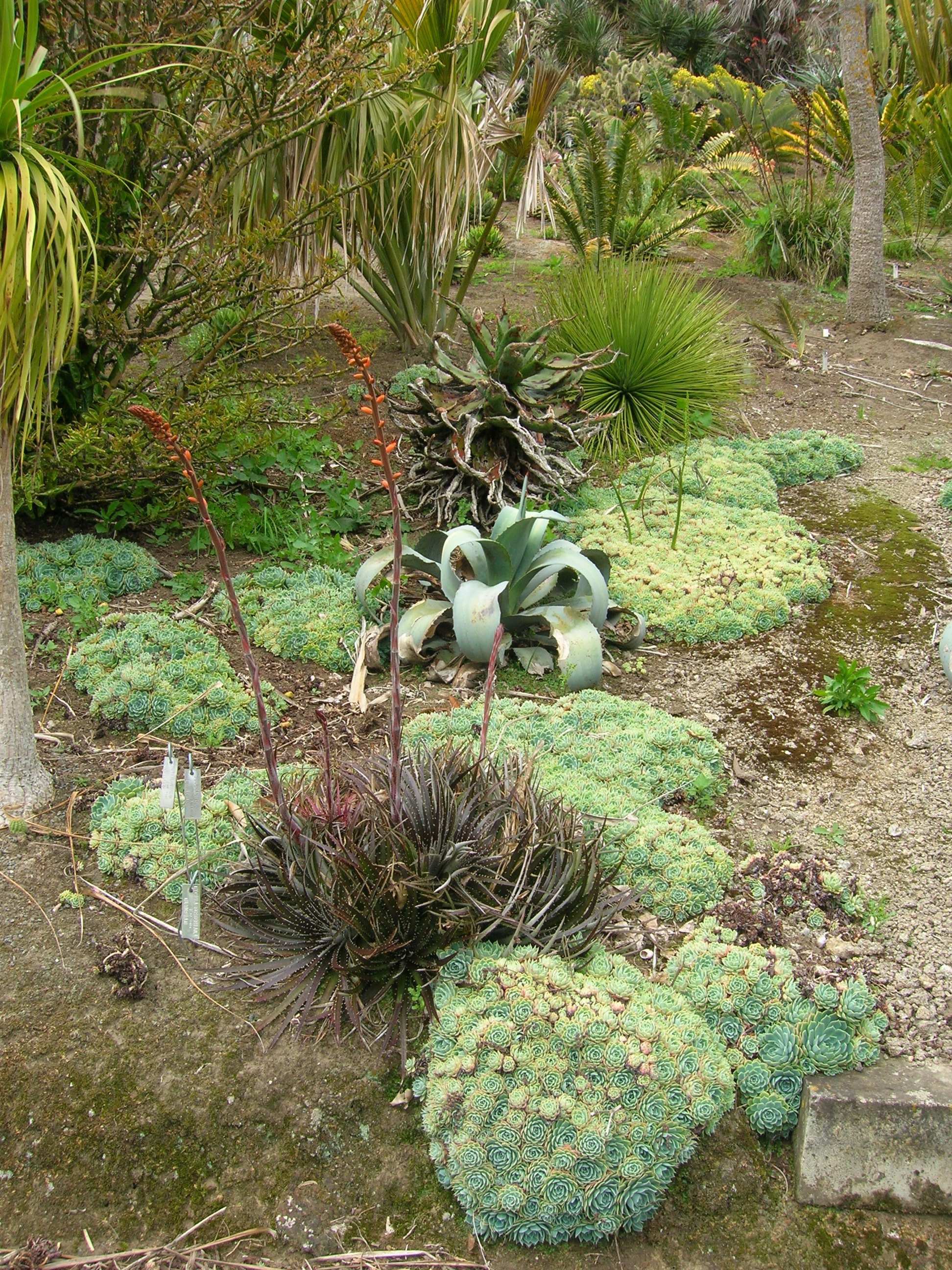